# Ambasada Chorwacji przy Stolicy Apostolskiej
Ambasada Chorwacji przy Stolicy Apostolskiej (chor. Veleposlanstvo Republike Hrvatske pri Svetoj Stolici) – misja dyplomatyczna Republiki Chorwacji przy Stolicy Apostolskiej. Ambasada mieści się w Rzymie.
Ambasador Chorwacji przy Stolicy Apostolskiej akredytowany jest również przy Zakonie Kawalerów Maltańskich.

## Historia
Stosunki pomiędzy Chorwacją a papiestwem sięgają pontyfikatu Jana IV (VII w.). 7 czerwca 879 papież Jan VIII wysłał księciu chorwackiemu Branimirowi list, w którym błogosławił go i jego poddanych, co było pierwszym pisemnym dokumentem, w którym Chorwacja została uznana na arenie międzynarodowej. Po odzyskaniu niepodległości w 1991, 7 czerwca obchodzi się Dzień Chorwackiej Dyplomacji.
Po odzyskaniu niepodległości Chorwacja nawiązała stosunki dyplomatyczne ze Stolicą Apostolską 8 lutego 1992.